# Oslo Konserthus

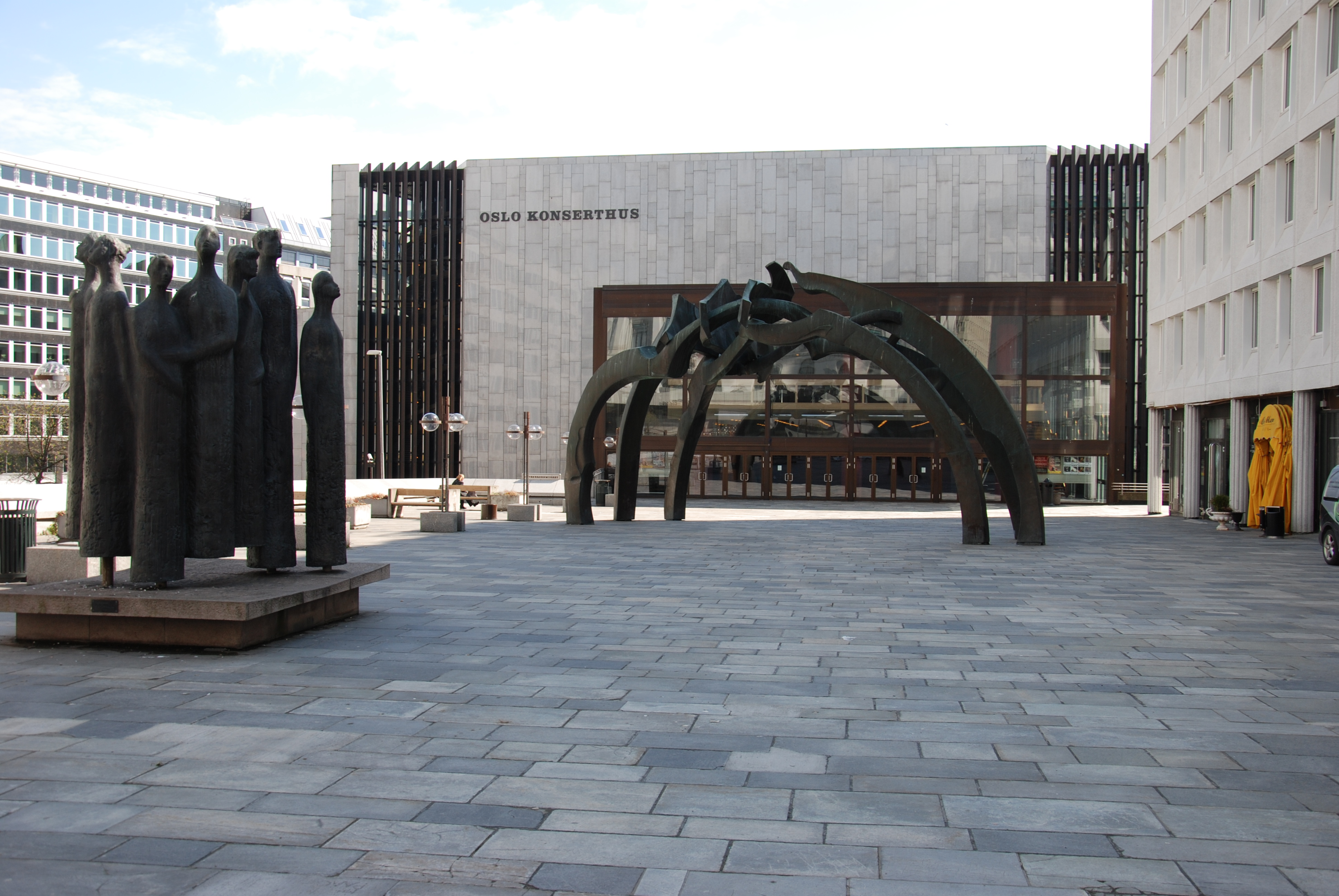
Oslo Konserthus. Till vänster framför konserthuset Turid Engs Heptakord från 1984, mitt framför Harald Oredams Jordmusikk från 1985.

Oslo Konserthus är ett kommunalt konserthus i Oslo i Norge. 
Oslo Konserthus är spelplats för Oslo Filharmoniske Orkester och invigdes i mars 1977. Det är ritat av Gösta Åbergh och har en fasad som är klädd med ljusgrå granit från Tolga i Østerdalen.
Konserthuset har två salar med plats för 1 616 respektive 266 åhörare.